# GBU-39
GBU-39/B Small Diameter Bomb (SDB) — американська легка високоточна крилата бомба, має максимальну дальність польоту 110 км.
Також існує варіант GLSDB з наземним запуском з установок M142 HIMARS і M270, його дальність становить 150 км.

## Історія
Авіабомби малого діаметра почали розробляти в 1990-х роках для забезпечення надзвукових літаків високоточними бомбами з можливістю їх скидання з внутрішнього бомбовідсіку. Роботи проводилися в рамках програми «MMTD» і включали розвиток технологій, що передбачав:
- Розумне утримання цілі;
- Плавкий електронний програмований запобіжник;
- Високоенергетичні вибухові речовини;
- Протидію глушінню сигналу;
- Оптимальне керування;
- Розумний автопілот;
- Сучасний GPS/INS;

Роботи за цією програмою проходили в напрямку забезпечення F-22 новітнім озброєнням, і в підсумку, літаки змогли забезпечити стандартним озброєнням до 8-ми авіабомб класу SDB. У вересні 2005 почалися перші випробування, а у жовтні 2006 бомба GBU-39 була оголошена готовою до бойового застосування з літака F-15E Strike Eagle. Перше бойове застосування GBU-39 відбулося в Іраку у 2006 році. Згідно з планами повітряних сил США заплановано придбання 24 тисяч авіабомб класу SDB різного калібру. Їх використовуватимуть на надзвукових літаках, і більше половини авіабомб стануть базовим озброєнням для ураження стаціонарних наземних об'єктів, останні модифікації можуть використовуватися й по рухомих цілях.

## Призначення
Авіаційна бомба GBU-39 належить до класу бомб «Small Diameter Bomb» — бомба малого діаметра (калібру). Маса GBU-39 SDB — 129 кілограм.
Призначення — високоточне ураження наземних об'єктів з великих відстаней, для запобігання ураження носія засобами протиповітряної оборони противника. Малий діаметр (19 см) і невеликий формфактор дозволили розміщувати GBU-39 SDB не тільки на підвісках, а й у внутрішньому збройовому відсіку. Це дозволило зменшити загальну помітність літака, збільшити його швидкісні та маневрені характеристики, а також одночасно атакувати декілька цілей.

## Основні характеристики
- Діаметр — 19 см
- Довжина — 1,8 м
- Ширина — 1,61 м (19 см зі складеними крилами)
- Маса — 129 кг
- Діапазон застосування — понад 100 км
- Проникнення — 1,5-2 м залізобетонного перекриття
- Маса бойової частини — Усі варіанти SDB I 93 кг, SDB FLM (GBU-39A/B) 62 кг
- Маса ВР — 16 кг AFX 757 покращеної нечутливої до вибуху вибухової речовини.
- Точність — КІВ: 1 м[9][15].

## Носії

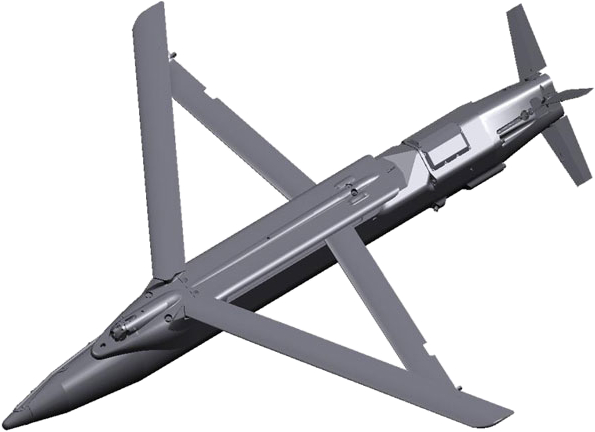
GBU-39 SDB

GBU-39 інтегрована до літаків F-15E Strike Eagle, Panavia Tornado, JAS-39 Gripen, F-16 Fighting Falcon, F-22 Raptor та AC-130W.  Також заплановано або проведено інтеграцію до F-35 Lightning II, A-10 Thunderbolt II, B-1 Lancer, B-2 Spirit, B-52 Stratofortress та AC-130J.
Також GBU-39 інтегрована до бойового безпілотного ЛА MQ-20 Avenger.
У травні 2024 року стало відомо, що Повітряні сили України адаптували МіГ-29 для застосування GBU-39.
Відомо що МіГ-29 може переносити до 8 GBU-39 на двох підвісах BRU-61.

## Варіанти

### GBU-39A/B – SDB Focused Lethality Munition (FLM)
За контрактом, укладеним у вересні 2006 року, компанія Boeing розробила версію SDB I, яка замінює сталевий корпус на легкий композитний і бойову частину на вибухівку спрямованої дії, таку як щільний інертний металевий вибуховий заряд (DIME; англ. «Dense inert metal explosive»). Це має ще більше зменшити супутні пошкодження під час використання зброї для точкових ударів у міських районах. ПС США планують використовувати той самий корпус FLM для зброї масою 230 кг. Компанія Boeing відзначила поставку перших 50 одиниць зброї FLM 28 лютого 2008 року, а останні з 500 FLM за контрактом були поставлені в грудні 2013 року.

### GBU-39B/B – Laser SDB
У 2011 році компанія Boeing розпочала тестування лазерної версії базової SDB, інтегрувавши ту саму напівактивну лазерну систему наведення, що використовується в GBU-54 Laser JDAM. Boeing заявила про успішне влучення у цілі, що рухаються зі швидкістю 48 км/год і 80 км/год.
У середині 2012 року Сенат США рекомендував скоротити фінансування GBU-53/B SDB II через затримки введення в експлуатацію F-35 Lightning II. Коментуючи затримку SDB II, Деббі Руб, віцепрезидентка та генеральна менеджерка підрозділу ракет і безпілотних авіаційних систем Boeing, заявила: «Поки [SDB II] не буде введено в дію... це чудове тимчасове рішення для задоволення важливих потреб у бойових діях». Вона також зазначила, що Boeing може заповнити цю прогалину у можливостях за набагато меншу вартість: «В умовах фінансових обмежень, з якими ми й Міністерство оборони стикаємось, це правильне рішення, яке забезпечує 80-відсоткове вирішення задачі за частку вартості».
У червні 2013 року Boeing отримала контракт на розробку й тестування LSDB. За умовами контракту компанія мала забезпечити інженерну підтримку, інтеграцію й тестування, а також підтримку виробництва і розробку симулятора зброї LSDB. За словами Boeing, LSDB може бути виготовлена за більш економічною ціною у порівнянні з запланованою Raytheon GBU-53/B SDB II, використовуючи ту саму напівактивну лазерну систему наведення, що й JDAM, для ефективного ураження рухомих і морських цілей. Однак Boeing визнала, що LSDB має прогалину у можливостях ураження цілей за умов нульової видимості, оскільки відсутній міліметровий радар, який є у GBU-53/B SDB II.
У 2014 році Командування спеціальних операцій США почало використовувати Laser SDB.

### Golden Horde
У 2019 році стало відомо про проєкт «Golden Horde» («Золота Орда»). ARFL спільно з Scientific Applications Research Associates планували створити універсальну систему керування, здатну зібрати кілька ракет або бомб у «рій мережевих боєприпасів» для спільної роботи. Серед потенційних боєприпасів називали бомби GBU-39/B SDB, ракети AGM-158 JASSM і ADM-160 MALD.
4 листопада 2020 року відбулась перша льотна демонстрація програми «Золота Орда», під час якої винищувач F-16 зі складу 96-го випробувального крила ПС (авіабаза ПС Еглін, штат Флорида) скинув дві авіабомби. На початку 2021 року відбулись випробування системи, коли скинуті з винищувача чотири авіабомби GBU-39/B SDB, оснащені системою керування, створеною за проєктом «Золота Орда», в польоті розподілили між собою цілі, скорегували траєкторії польоту та вразили всі цілі одночасно.

### Ground Launched Small Diameter Bomb (GLSDB)
Ground Launched Small Diameter Bomb (GLSDB) —  зброя, розроблена компаніями Boeing та Saab Group, яка дозволяє запускати бомбу GBU-39 SDB з наземних пускових установок у різних конфігураціях. Вона поєднує SDB із ракетою M26, що дозволяє запускати її з наземних ракетних систем, таких як M270 та M142 HIMARS.

## Бойове застосування

### Війна між Ізраїлем та Хамасом
Повідомлялося, що Ізраїль використав бомбу GBU-39/B SDB під час удару, внаслідок якого 26 травня 2024 року в таборі біженців у Рафаху загинули 45 цивільних осіб. Її застосування у густонаселеній цивільній зоні викликало критику з боку експертів із боєприпасів. Розмір зони ураження свідчив про те, що бомби, можливо, були налаштовані на підрив у повітрі для максимального збільшення зони ураження.
У серпні 2024 року CNN повідомила, що Ізраїль знову застосував GBU-39 під час атаки на школу Аль-Табаєн, унаслідок якої, за даними цивільної оборони Гази, загинули понад 90 осіб. ЦАХАЛ заявив, що це був точковий удар по командному центру ХАМАС, унаслідок якого було ліквідовано щонайменше 19 бойовиків ХАМАС та «Ісламського джихаду».

### Російське вторгнення в Україну (з 2022)
В ході російського вторгнення в Україну ПС ЗСУ застосовували GBU-39 на модифікованих МіГ-29. Перші фотографії поширено в травні 2024 року.
За даними Washington Post, ці бомби показали відсоток влучань 90 %, на противагу GLSDB, які виявились недостатньо стійкими до російських засобів РЕБ.
13 вересня 2024 року на Харківщині українські Повітряні Сили уразили склад та командний пункт росіян. Авіація застосувала три високоточні бомби GBU-39, які влучили по російських позиціях у селі Нова Тарасівка на Харківщині.
5 листопада 2024 року МіГ-29 Повітряних Сил ЗСУ завдав удару по російським окупантам, застосувавши одразу 8 високоточних авіабомб GBU-39 SDB. Український літак уразив місця скупчення штурмових груп загарбників та місця зберігання боєкомплектів у Запорізькій області.
15 листопада 2024 року МіГ-29 114-ї бригади тактичної авіації уразили авіабомбами GBU-39 російський командний пункт на лівому березі Дніпра Херсонщини.
25 березня 2025 року авіація ПС ЗСУ завдала бомбового удару по контрольно-спостережному пункту російських військ у Тьоткіно в Курській області. Для ураження КСП, ймовірно, застосували високоточну авіабомбу GBU-39.
Наприкінці березня, орієнтовно 20—24 числа, Су-27 ПС ЗСУ завдав бомбового удару по російській понтонній переправі та автотехніці на Курщині. Для ураження ворожої техніки застосували три високоточних бомби GBU-39.
8 квітня 2025 року Повітряні сили України завдали авіаудару по місцю розташування особового складу супротивника в населеному пункті Гоптарівка в Курській області. Удар, ймовірно, був завданий трьома високоточними малокаліберними авіабомбами GBU-39 SDB.
11 червня 2025 року ПС ЗСУ завдали авіаудару чотирма високоточними бомбами по будівлі з російськими солдатами в Курській області у селі Кульбаки. В результаті атаки було знищено будівлю разом з російськими солдатами. Будівля використовувалася ворогом для зберігання засобів РЕР, РЕБ та іншого обладнання. Удар, ймовірно, був завданий чотирма американськими високоточними авіабомбами малого діаметру GBU-39/B.

## Оператори

### Поточні
- Австралія: у квітні 2016 року було затверджено продаж за програмою військового експорту до 2950 GBU-39 (SDB 1) і 50 керованих тестових боєприпасів із GBU-39 (T-1)/B (з інертним підривником) на суму приблизно $386 мільйонів. Бомби були поставлені Королівським повітряним силам Австралії у 2019 році[37].
- Ізраїль: у 2012 році Ізраїль закупив боєприпаси у США на загальну суму $1,879 мільярда, що включало 3450 GBU-39/B (SDB 1)[38]. У 2015 році в рамках іншої угоди було придбано ще 4100 GBU-39/B[39][40].
- Італія: у 2010 році італійська компанія OTO Melara підписала контракт із Boeing на $34 мільйони на виробництво SDB-1 для повітряних сил Італії[41].
- Нідерланди: у 2010 році Нідерланди придбали 603 GBU-39 (SDB 1) на суму близько $44 мільйонів[42].
- Південна Корея: у 2013 році Південна Корея здійснила дві закупівлі GBU-39: одну для озброєння F-15 SE (542 GBU-39/B)[43] та іншу для літаків F-35 (ще 542 GBU-39/B)[44].
- Саудівська Аравія: у жовтні 2013 року Саудівська Аравія закупила різні боєприпаси у США, включаючи 1000 GBU-39 (SDB 1)[45]. У грудні 2020 року уряд США затвердив запит на закупівлю 3000 GBU-39 (SDB 1)[46].
- США: Сполучені Штати є основним оператором GBU-39
- Україна: Повітряні сили Збройних сил України отримали від США GBU-39 в рамках військової допомоги.
- Швеція: у 2019 році Швеція замовила GBU-39 для використання на винищувачах JAS 39 Gripen[47].